# Lucius Antonius
Lucius Antonius (født ca. 78 f.Kr.) var den yngre bror og tilhænger af Marcus Antonius. Han fik tilnavnet Pietas som ung.

## Biografi

### Tidlige liv
Lucius var en søn af Marcus Antonius Creticus og Julia, engrandkusine til Julius Cæsar. Han var også barnebarn af retorikeren Marcus Antonius Orator, som blev henrettet af Gaius Marius' tilhængere i 86 f.Kr. Sammen med sine ældre brødre Marcus Antonius og Gajus Antonius tilbragte han sine første år på at strejfe rundt omkring i Rom i dårligt selskab. Plutarch refererer til de unge mænds og deres venners utæmmede liv, hvor de frekventerede spillebuler og drak for meget.

### Karriere
Lucius forblev en stærk støtte til Marcus Antonius. I 44 f.Kr., året for Antonys konsulat og mordet på Julius Cæsar, fremsatte Lucius, som plebejertribun, en lov, der bemyndigede Cæsar til at udpege de øverste magistrater under hans fravær fra Rom. Efter mordet på Cæsar støttede han sin bror Marcus. Han foreslog en landbrugslov til fordel for folket og Cæsars veteraner og deltog i kampene ved Mutina (43 f.Kr.).
I 41 f.Kr. var han konsul sammen med Publius Servilius Vatia Isauricus som sin seniorpartner. I dette år hjalp han Marcus Antoniuss hustru, Fulvia, som var ivrig efter at få sin mand tilbage fra Kleopatras hof, med at samle en hær på otte legioner til at kæmpe mod Octavians upopulære politik. Senere, da de havde set de bitre følelser, der var blevet fremkaldt af fordelingen af jord blandt Cæsars veteraner, ændrede Antonius og Fulvia deres holdning og stod frem som forsvarere af dem, der havde lidt under den. Antonius marcherede mod Rom, fordrev Lepidus og lovede folket, at triumviratet ville blive afskaffet. Da Octavian nærmede sig, trak han sig tilbage til Perusia i Etrurien, hvor han blev belejret af tre hære og tvunget til at overgive sig i vinteren 41 f.Kr. Byen blev ødelagt, men hans liv blev skånet, og han blev sendt af Octavian til Spanien som guvernør. Intet er kendt om omstændighederne eller datoen for hans død. Cicero giver i sine filippiske taler et yderst ugunstigt syn på hans karakter, som i høj grad var påvirket af personligt fjendskab.